# Westrup (havezate in Westdorp)

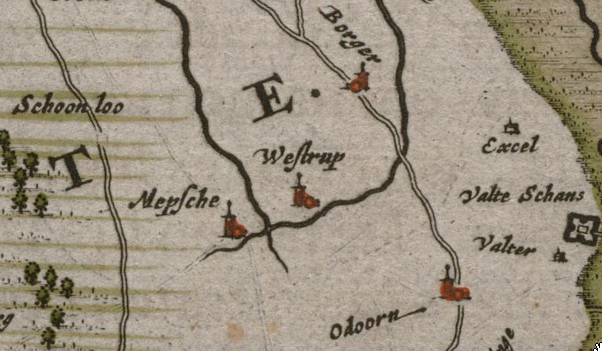
Westrup (Huis te Westdorp) op een 17e-eeuwse kaart in de atlas van Blaeu van Overijssel. De namen en symbolen Mepsche en Westrup zijn enigszins verwarrend, want er is slechts sprake van één havezate aldaar. Wellicht wordt een van de boerderijen in het bezit van de familie De Mepsche hier weergegeven.

Westrup (ook : Huis te Westdorp) was een havezate in de Drentse plaats Westdorp, nabij Borger. 
De havezate Westrup was in de 17e eeuw in het bezit van de familie De Mepsche. Zij bezaten daarmee de meerderheid van waardelen in de marke van Westdorp. Aan het bezit van deze havezate ontleenden Egbert de Mepsche en zijn zoon Johan hun lidmaatschap van de Ridderschap van Drenthe. De familie De Mepsche raakte in de tweede helft van de 17e eeuw in financiële problemen. De havezate in Westdorp werd in 1679 door Coenraad de Mepsche verkocht aan zijn zwager Johan Rengers. Diens zoon Egbert Alexander Rengers werd niet toegelaten tot de Ridderschap. In 1740 werd het recht van havezate gekocht van Rengers door Cornelis van Dongen, heer van Oldengaerde te Dwingeloo. Hij kreeg toestemming om het recht van havezate te verleggen op een huis, dat hij bezat in het dorp Dwingeloo. Hierdoor verloor Westrup in Westdorp zijn status als havezate en werd het huis in Dwingeloo vanaf 1740 de havezate Westrup.
Waarschijnlijk heeft de havezate in Westdorp vooral gediend als middel om toegelaten te worden tot de Ridderschap. Het huis zelf was bijzaak en had een, in verhouding tot andere havezaten, geringe omvang. Na 1740 is het huis nog wel verhuurd geweest, maar het is wellicht in 1790, maar in ieder geval voor 1812 afgebroken. De exacte plaats waar de havezate gestaan heeft is niet bekend. Wel zijn de grenzen van het grondbezit en de grachtenloop getraceerd.